# Bombardement de Toulon
Seconde Guerre mondiale,
 Bataille de France
Batailles
- Drôle de guerre
- Évacuation des civils de la ligne Maginot
- Mobilisation
- Offensive de la Sarre
- Baie de Heligoland
- Incident de Mechelen
- Plan Jaune
- Plan Dyle
- Luxembourg
- Ében-Émael
- Hannut

- Sedan
- Dinant
- Monthermé
- Givet
- La Horgne
- Gembloux
- Flavion
- Louvain
- Charleroi

- Stonne
- Montcornet
- La Sambre
- Arras

- L'Escaut
- Amiens
- La Lys
- Massacre de Vinkt
- Boulogne-sur-Mer
- Calais
- Poche de Lille
- Massacre du Paradis
- Abbeville
- Dunkerque
- Capitulation belge

- L'Aisne
- L'Ailette
- Opération Paula
- l’Exode
- Pont-de-l'Arche
- Opération Cycle
- Opération Ariel

- Les Alpes
- Vallon du Seuil
- Bombardement de Toulon
- Opération Vado
- La Loire
- Saumur
- La vallée du Rhône
- Bombardements de Marseille
- Menton (Pont-Saint-Louis)
- Combats aériens en Suisse
- Armistice du 22 juin

Le bombardement de Toulon est une attaque aérienne menée par la Regia Aeronautica italienne contre la ville de Toulon les 12-13 juin 1940 pendant la bataille des Alpes.
En raison des conditions météorologiques défavorables, peu de dégâts seront infligés au port aux infrastructures de la ville.

## Contexte historique
L'Italie gouvernée par Benito Mussolini déclara la guerre à la France le 10 juin 1940 lorsque l’effondrement français est patent, les Allemands envahissant déjà le nord du pays.
L'armée des Alpes du général Olry ne dispose que d'environ 185 000 hommes répartis en trois divisions d'infanterie de réserve de type B, trois secteurs fortifiés (de la Savoie, du Dauphiné et des Alpes-Maritimes) et un secteur défensif (du Rhône) de la ligne Maginot, le tout appuyé par une forte artillerie de montagne, qui vont offrir toutefois une résistance féroce à l'ennemi.

## Prélude
Le 11 juin, dans la matinée, la mission de reconnaissance d'un Fiat BR.20 du 7e Stormo avait été annulée en raison des conditions météorologiques. Dans l'après-midi, un autre BR 20 du 43e Stormo survole Toulon et parvient à prendre des photographies du port.

## Déroulement du raid aérien

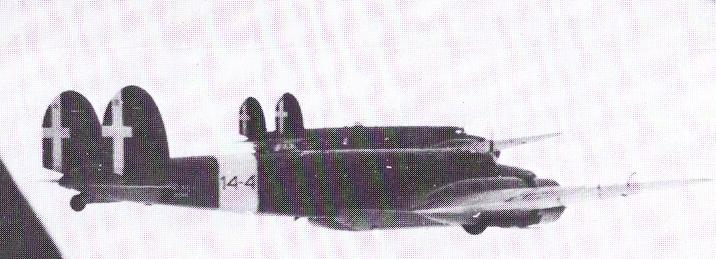
Photo prise au début des années 1940, c'est un bombardier Fiat B.R.20 pendant un vol.

Le 12 juin, trois avions italiens survolent Toulon, sans toutefois larguer de bombes. Pris à partie par la DCA française, l'un d'entre eux est abattu et les autres sont forcés de retourner à leur base à Milan.
Dans la nuit du 12 au 13 juin, 8 bombardiers Fiat BR.20 Cicogna bombardent la gare de Toulon, sans toutefois infliger de dégâts importants, ceci dû grâce aux mauvaises conditions atmosphériques. 25 bombes sont par ailleurs larguées sur l'usine des torpilles de Gassin, sans dégâts. 13 autres bombardiers effectuent une mission de bombardement contre le port. Deux d'entre eux sont interceptés et endommagés par les chasseurs Dewoitine D.520 de l'Armée de l'Air et tous rentrent à leur base.
Le 13 juin, dans la matinée, une formation de 19 Fiat BR.20 réitèrent une attaque aérienne contre la ville, infligeant des dégâts mineurs au port de Toulon.

## Bilan et conséquences
Deux avions italiens auront été abattu par les défenses françaises, dont un dans la région de Toulon et un autre détruit lorsqu'il a été contraint à effectuer un atterrissage d'urgence à Imperia. 
Le 14 juin, aucune activité aérienne italienne n'est rapportée en raison des mauvaises conditions météorologiques. Le lendemain, quelques attaques aériennes seront menées toutefois contre les aérodromes de Fayence, d’Hyères, de Cuers-Pierrefeu et du Cannet-des-Maures. 
La flotte française, appareillant du port de Toulon et dirigée par l'amiral Duplat, pilonne les ports italiens de Gênes et de Savone (opération Vado).
Le 21 juin, la Regia Aeronautica recevra pour objectif d'attaquer les fortifications des Alpes.